# 아딜 오스마노브
아딜 오스마노브(루마니아어: Adil Osmanov, 2000년 7월 2일~)는 몰도바의 유도 선수로 2024년 하계 올림픽 남자 라이트급 동메달을 획득했다.

## 경력
러시아 모스크바에서 아제르바이잔인 아버지와 몰도바인 어머니 사이에서 태어났다. 2017년에 어머니의 국적인 몰도바를 선택하여 러시아를 떠나 몰도바 키시너우로 이주했으며 그 해에 몰도바 청소년 국가대표로 발탁되었다.